# Добричка (приток Демины)
Добричка — река в России, протекает в Спас-Деменском районе Калужской области. Устье реки находится в 33 км по левому берегу реки Демина. Длина реки составляет 13 км. Высота устья — 191 м над уровнем моря. Высота истока — 225 м над уровнем моря. Вдоль течения реки расположены населённые пункты сельского поселения «Село Павлиново» Спас-Деменского района село Павлиново, деревня Добрица.

## Данные водного реестра
В государственном водном реестре России указано, что река Добричка имеет основное название Шевцовка, однако река Шевцовка является притоком Добрички.

По данным государственного водного реестра России относится к Окскому бассейновому округу, водохозяйственный участок реки — Угра от истока до устья, речной подбассейн реки — бассейны притоков Оки до впадения Мокши. Речной бассейн реки — Ока.
Код объекта в государственном водном реестре — 09010100412110000020521.

### Притоки (км от устья)
- 4,4 км: река Шевцовка (пр)